# Rhacophorus robinsonii
Espèce
Statut de conservation UICN

 LC  : Préoccupation mineure
Rhacophorus robinsonii est une espèce d'amphibiens de la famille des Rhacophoridae.

## Répartition
Cette espèce est endémique du Sud de la péninsule Malaise. Elle se rencontre dans le sud de la Thaïlande et en Malaisie péninsulaire,.

## Description
Rhacophorus robinsonii mesure environ 75 mm. Son dos est brun-rosé avec des taches noires ; son ventre est blanchâtre.

## Étymologie
Son nom d'espèce, robinsonii, fait référence à Herbert Christopher Robinson (1874-1929), ornithologiste et zoologiste britannique.

## Publication originale
- Boulenger, 1903 : Report on the Batrachians and Reptiles. in Annandale & Robinson : Fasciculi Malayenses: Anthropological and Zoological Results of an Expedition to Perak and the Siamese Malay States, 1901-1902, p. 131-178 (texte intégral).